# Grad Leiden
Das Grad Leiden (Einheitenzeichen: °L), benannt nach der niederländischen Stadt Leiden, war eine Maßeinheit, die in Europa zu Beginn des 20. Jahrhunderts in der Niedertemperaturmessung zur Bestimmung des Helium-Dampfdruckes benutzt wurde. Eingeführt wurde sie möglicherweise um 1894, als an der Universität Leiden der spätere Nobelpreisträger für Physik Heike Kamerlingh Onnes dort ein Labor zur Kryotechnik errichtete.
0 °L = −253 °C = 20,15 K